# Jonathan Noyce
Jonathan Mark Thomas Noyce (Sutton Coldfield, 15 luglio 1971) è un bassista inglese.
Noyce è stato il bassista del gruppo storico progressive dei Jethro Tull dal 1995, succedendo a Dave Pegg passato ai Fairport Convention. Ha lasciato la band nel 2006, sostituito da David Goodier. Dal 2005 suona con Gary Moore, mentre dal 2007 è entrato a far parte degli Archive. Suona inoltre nella band solista di Martin Barre e ha contribuito alla realizzazione dei suoi album solo.
Ha suonato anche con Rick Wakeman nell'album The Six Wives of Henry VIII - Live at Hampton Court Palace.

## Biografia
Noyce ha avuto il suo primo successo con il gruppo pop britannico Take That, per il quale ha suonato il basso in studio nel 1993.
Nel 1995 a Noyce venne chiesto di suonare in The Meeting, l'album solista del chitarrista dei Jethro Tull Martin Barre. Il frontman dei Tull Ian Anderson in seguito chiese a Noyce di unirsi a lui nel suo tour mondiale dell'album Divinities: Twelve Dances with God, sul finire del 1995. Pochi mesi dopo Dave Pegg annunciò il suo ritiro dai Jethro Tull. Noyce entrò a far parte della band nell'agosto del 1995.
Fuori dai Jethro Tull, Noyce ebbe una lunga esperienza con il chitarrista Gary Moore, suonando con lui nel suo disco Old New Ballads Blues, venne pubblicato il DVD del concerto per commemorare la vita di Phil Lynott, One Night in Dublin, con membri di Thin Lizzy e nel concerto di Moore dal vivo Live at Montreux 2010.
Nel 2010 Noyce si unì a Gary Moore per i suoi spettacoli Summer of Rock in tutta Europa. Questa band incluse anche il batterista e amico Darrin Mooney e il tastierista e chitarrista Neil Carter. Il progetto Celtic-Rock si è concluso con la morte improvvisa di Moore il 6 febbraio 2011.
In seguito Noyce ebbe successi commerciali con l'uscita dell'album franco-canadese Mylène Farmer Bleu Noir e suonò per il debutto di Love Amongst Ruin all'Euroniconic Festival nel gennaio 2010. Nel 2012 Noyce seguì il suo vecchio compagno di band di Jethro Tull Martin Barre per spettacoli dal vivo in tutta Europa.
Nel 2013 Noyce partecipò all'album solista di Martin Barre Away With Words. Lo stesso anno entrò a far parte di Sixto Rodriguez per una serie di spettacoli che comprendevano il Montreux Jazz Festival e il Glastonbury Festival.
Nel 2014, Noyce entrò a far parte del gruppo musicale dei Gentle Giant Three Friends, con gli ex membri Gary Green e Malcolm Mortimore. Altri lavori inclusero la riproduzione delle colonne sonore dei film I Am Ali e Operazione U.N.C.L.E..
Nel 2016 Noyce suonò il basso nella colonna sonora del film King Arthur - Il potere della spada di Guy Ritchie e nell'album The False Foundation.